# Gwanganbrug
De Gwanganbrug is een hangbrug in de Zuid-Koreaanse stad Busan. De hangbrug werd in 2002 voor het verkeer opengesteld. De totale lengte met voor- en nabruggen is 7,4 km, de hangbrug zelf is 900 meter lang met een maximale overspanning van 500 meter.
De brug verbindt Haeundae-gu in het oosten met Suyeong-gu in het westen.
Het is na de Incheonbrug de langste brug van Zuid-Korea.